# 柯庆施
柯庆施（1902年10月10日—1965年4月9日），原名柯尚惠，又名思敬、怪君，号立本，安徽歙县人，中国共产党、中华人民共和国政治人物，原副国级领导人。

## 生平

### 早年

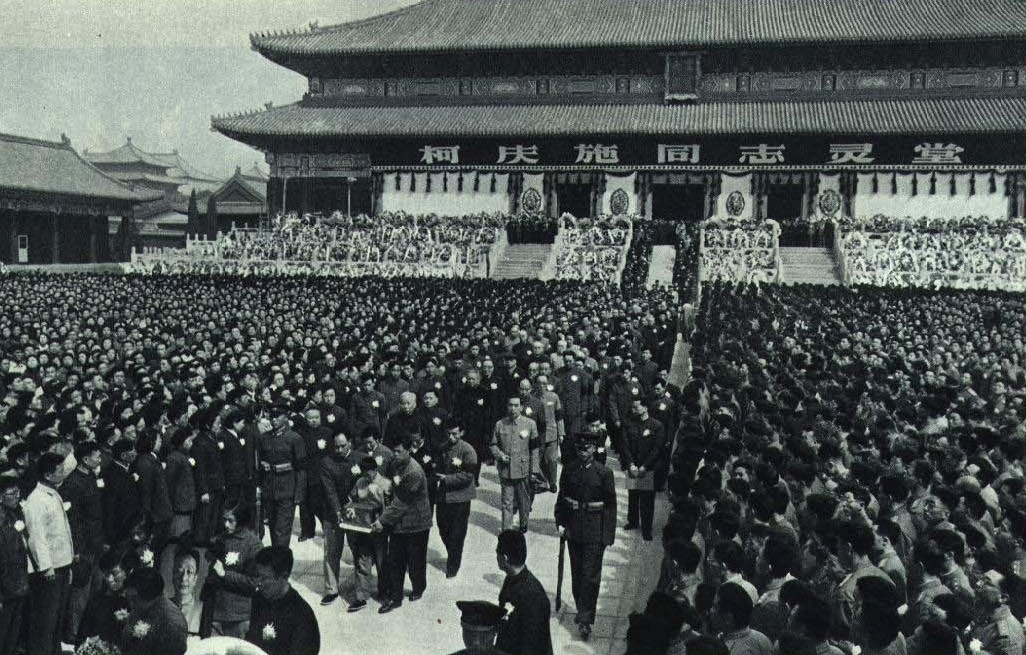
1965年的柯庆施逝世灵堂

柯庆施是安徽歙县南乡竹溪村人。1920年18岁的柯庆施开始与陈独秀通信。陈独秀喜欢这位比他小20多岁的小同乡。不久陈给柯写信，让他来上海。1920年经杨明斋、俞秀松介绍加入中国社会主义青年团。1920年11月出版的《新青年》八卷第三期上，刊登了柯庆施写给陈独秀的有关讨论劳动专政问题的信。来到上海之后，柯庆施常去陈独秀家。1921年10月4日下午2时，巡警突然包围了陈独秀住所，除了陈独秀被捕之外，同时被捕的还有陈独秀夫人高君曼以及包惠僧（中共一大代表）、杨明斋（中共早期著名活动家，当时与张太雷刚从莫斯科出席共产国际第三次代表大会归来）、柯庆施，共五人。上海报纸纷载陈独秀被捕的消息，柯庆施的名字也曝光于媒体。共产国际代表马林花了保金500两白银营救五人，10月26日五人出狱。
1922年1月，20岁的柯庆施与张国焘、邓培（1927年牺牲）前往莫斯科参加共产国际召开的远东各国共产党及民族革命团体第一次代表大会，受到列宁接见，并同列宁握过手。周子健（曾任第一机械工业部部长）在2000年5月28日回忆说：“1939年初在延安，调我到刚成立不久的中共中央统战部工作。中共中央政治局委员王明任部长。副部长是柯庆施同志。听王明说，党内现在只有柯庆施见过列宁。”1922年从莫斯科回到上海之后，柯庆施“团转党”，由张秋人介绍成为中国共产党党员。
1924年第一次国共合作时期，柯庆施由林伯渠介绍参加了国民党。1924-1926年在海参崴做党的工作。1927年任中共安徽省临委书记，上海闸北区委书记。1930年任中国工农红军红八军政治部主任，1931年任中共中央秘书长。1933年任中共河北省委前委书记、组织部长，负责察哈尔民众抗日同盟军工作，期间曾不经讨论就将中共张家口特委书记张慕陶开除党籍。1935年与高文华、李大章共同主持中共河北省委工作，并任中共中央北方局组织部长。

### 抗战
抗日战争时期，任中共中央统战部副部长（部长王明）、中国女子大学副校长（校长王明）。1942年下半年，柯庆施在延安抢救运动中被打成特务。刘少奇点出柯庆施的“要害”在于始终没有揭露王明，杨尚昆、张闻天夫人刘英、李葆华、韩光等对柯庆施被打成特务一事均有过回忆，几位都说当时是对柯突然袭击，斗柯时提的问题是：“你为什么没有被捕过？你同特务是不是有关系？”刘英回忆：“难道被捕才是会革命吗？没被捕是隐蔽得好嘛！”几位回忆说：面对残酷斗争，长期做秘密工作的柯什么话也不说。柯的新婚夫人曾淡如（李蜀君、李淑云）因所谓“四川红旗党”于1943年1月投井自杀。“抢救小组”找不到柯的夫人，就质问柯：“你把特务老婆藏到哪去了？”半年后，当时的中央反内奸斗争专门委员会主任刘少奇对柯说：“把你搞错了。”毛泽东亲笔修改了对柯的结论，加了两句，说柯“守纪律，有成绩”。
第二次国共内战时期，任晋察冀边区行政委员会财委副主任，1947年11月12日石家庄市解放后首任市长，率领从中央和各解放区调集的3600名干部进入市区，分布在各级政府、工矿、事企业单位、文化宣传部门。

### 建国后
1949年冬，从石家庄市长调任南京市市长，华东军政委员会委员。1950年8月任南京市委书记。1952年11月，江苏省人民政府筹建，是为三位副主席之一，同时出任中共江苏省委第一书记。1954年8月下旬全家去上海，任中共上海市委第一书记，中共中央上海局书记。中共第八届中央政治局委员。
1957年12月25日，柯庆施在上海市委第一届第二次会议上作《乘风破浪，加速建设社会主义的新上海！》的报告，支持激进的建设步伐。1958年1月南宁会议上，毛泽东批评周恩来、陈云力主的反冒进，他说自己是反“反冒进”的，还对周恩来等人说：“你能写出这样的文章（指柯的报告）吗？”周恩来等人被迫做了检讨。据李锐后来回忆说，柯庆施成了南宁会议的“头号标兵”，65岁的毛泽东在讲话中屡称年仅56岁的柯庆施为“柯老”。柯庆施年纪不大就被尊称为“柯老”，原因在于其资格老。用毛泽东的话来说，柯庆施是“我们党最早见过列宁的同志”。1958年5月中共八大二次会议当选为中央政治局委员。1958年5月28日上海市委常委会议决定把全市年产75万吨钢铁的指标提高到100万吨。1958年6月上旬，主持华东协作区会议，规划1959年华东五省一市钢的产能达800万吨。
市委办公厅的陈扬回忆：“1958年8月9日上海的《新民晚报》刊登一条消息：上海县鲁汇乡红旗社一个生产队创出早稻亩产2000斤的高产新纪录。柯老看到这颗‘卫星’，认为不可信。他让我连夜通知上海的党报《解放日报》以及《文汇报》等本市的大报，这条消息不得见报。”李富春在1965年讲的一段话：“在大跃进中，全国各地区中上海的损失较小。”1958年10月接替陈毅兼任上海市长，南京军区第一政治委员。
1959年2月16日出版的《红旗》杂志半月刊第4期发表了柯庆施的文章《论“全国一盘棋” 》。首创了“全国一盘棋”说法。这一经济口号一经提出，很快获得舆论重视。上海的报纸更是把“全国一盘棋”的口号作全面宣传。2月24日《人民日报》发表题为《全国一盘棋》的社论。3月1日《红旗》杂志半月刊发表陈云的文章《当前基本建设中的几个重大问题》：“工业布局必须按照‘全国一盘棋’的精神，使目前利益同长远利益结合起来，局部利益同全局利益结合起来。在一个省、自治区内企图建立完整无缺、样样都有、万事不求人的独立工业体系是不切实际的。”
在1959年的庐山会议上，柯庆施本来也是在谈“纠左”的问题；但当毛泽东将彭德怀致他个人的信批转与会者时，柯庆施转为“批右”。在7月21日的华东组会上，张闻天分析了大跃进以来的“左倾”错误，柯庆施则以主持者的身份不断责难张的发言。
柯庆施把上海警备区“南京路上好八连”、科学家彭加木、轮船服务员杨怀远、纺织女工杨富珍等树为上海的“十大标兵”。
1960年11月任中共中央华东局第一书记。
1964年3月28日发烧，3月29日住进上海市华东医院。1964年4月17日周恩来专程到上海了解柯庆施的病情，4月18日代表中共中央批准医学专家对柯庆施的肺癌的手术建议。4月19日周恩来在沪参加柯的术前会诊。4月20日晨，柯开始手术，周恩来在医院守候了3小时。当晚，周恩来看望尚未苏醒的柯。1964年6月初出院，被安排住进市委招待所兴国路一号楼一楼养病。1964年7月14日，遵照周恩来的指示，柯庆施在北戴河等地疗养，“一般不再过问上海的工作”。9月18日柯离开北戴河去北京。10月23日由北京乘火车去广州养病。1965年1月4日第三届全国人大第一次会议当选为国务院副总理，在16位副总理中排名第六。当时六个大区中央局的第一书记，有两位任副总理，两位任全国人大副委员长，两位任全国政协副主席。
1965年3月23日从广州出发，与贺龙、聂荣臻同机去成都，考察三线建设工作。4月5日与董必武、贺龙、聂荣臻、李井泉等共进晚餐，午夜突发急腹症。1965年4月9日18时30分，柯庆施在成都病逝。中华人民共和国卫生部部长钱信忠、中国医学科学院副院长吴阶平主持了遗体解剖，死因结论为出血性胰腺炎。

## 其他
- 1958年3月召开的成都会议上，柯庆施提出：“相信毛主席要相信到迷信的程度，服从毛主席要服从到盲从的程度”，大力树立对毛泽东的个人崇拜。[8]
- 1958年，在上海“反右补课”中，柯庆施执意要划傅雷为右派，时任上海市委宣传部副部长兼上海作协党组书记周而复则认为傅雷属于“可划可不划”的范围，恰逢周扬赴上海听取意见，柯庆施同意了周而复、周扬的意见。但正当傅雷做了检讨，准备放下包袱时，柯庆施却变卦拍板把傅雷定为“右派”。[來源請求]
- 在文化大革命前夕，柯庆施支持毛泽东，安排张春桥、姚文元在上海协助江青组织撰写《评新编历史剧〈海瑞罢官〉》一文，开展对吴晗及北京市委的攻击[9]。
- 在中共八大20名政治局委员中，唯一没有出版传记的，只有柯庆施。

## 评价
关于对柯庆施的评价，特别是对其在中共取得政权后政治生涯的评价，存在较大争议。
- 有人[10]认为，大跃进前后，他在农业政策、工业政策和公共食堂等问题上都过于激进，对中央的决策起了错误的引导作用。例如，在公共食堂问题上鼓吹“敞开肚皮吃饭”：三年困难时期，由于上海在中国的特殊地位，粮食供应得到保障，未出现较大规模的饥荒；但他所代表的激进政策在全国范围内的饥荒造成重大影响。
- 也有人[7]认为，柯庆施为1949年以后上海等城市的发展建设做出了重要贡献，而且他逝世在文革以前，尽管他晚年非常欣赏张春桥等人，但不能把张春桥等人后来的问题算到他的头上。
- 陈云曾指出：“毛主席的错误，地方有些人，有相当大的责任。毛主席老讲北京空气不好，不愿呆在北京，这些话的意思，就是不愿同中央常委谈话、见面。他愿意见的首先是华东的柯庆施，其次是西南、再其次是中南。”[11]
- 柯庆施的老同事陈丕显曾在回忆录中多处指责柯庆施，称其存在“历史问题”：“1933年，党中央要柯庆施携大量经费从上海去满洲，因敌情紧张，柯庆施没敢去，就留在天津，花完了经费，写出假报告。开始的时候说火车不通满洲，后来又说已去过满洲，就返回上海了。1935年，满洲省委的同志到陕北找到党中央，这才揭穿了柯庆施这一段谎言。延安整风时，关于这段历史问题，对柯庆施的结论是‘犯有在危险时刻动摇并欺骗组织的错误’”[12]。但在1965年的柯庆施追悼会上，陈丕显致悼词称：“柯庆施同志在他的光辉的一生中，对党对人民无限忠诚，把全部精力贡献给中国人民的解放事业和伟大的共产主义事业，坚决地执行党中央和毛泽东同志的路线和方针政策，在长期的革命斗争中，在伟大的社会主义革命和社会义建设中，作出了卓越的贡献。柯庆施同志是中国共产党的优秀党员，是中国人民的伟大战士，是毛泽东同志的亲密战友。他受到了全党和全国人民的爱戴。柯庆施同志的逝世，是我党我军和全国人民的重大损失，是华东各省和上海市全党、全军、全体人民的重大损失。全国人民和广大干部都感到深切的悲痛。”[12]
- 薄一波认为柯庆施“在1936年营救我们出狱和1937年营救王若飞出狱中表现不错”。当薄一波担任了华北中央局实际负责人之后，他准备提名时任中共石家庄市委书记的柯庆施进入华北局，遭到深知柯庆施为人的刘少奇的坚决反对。薄一波坚持使用柯庆施，刘少奇说：“那好，但后果会是严重的，你可要负责。”薄一波日后写道：“后来事实证明，少奇同志是经过长期观察得出的结论，是完全正确的，我的看法是根据一时一事的判断，完全错误。从这件事我深深感到，考核任用干部，特别是高级干部是一个极其重要的问题。用错了人，一旦让他们钻到高级领导层，必然要玩弄诡计、兴风作浪、其祸患极大。”[13]

## 著作
- 《调动一切力量积极发挥上海工业的作用为加速国家的社会主义建设而斗争》1956上海人民出版社
- 《乘风破浪，加速建设社会主义的新上海！》1957年12月25日在上海市委第一届第二次会议上
- 《论“全国一盘棋” 》1959年2月16日《红旗》杂志半月刊第4期
- 《胜利十年》1959上海人民出版社
- 《领导技术革新和技术革命运动沿着正确的科学的全民的轨道前进》1960上海人民出版社
- 《关于工业战线的群众运动》1960上海人民出版社

## 家庭
- 夫人于文兰，1948年5月与柯庆施在石家庄结婚。两人育有三女一子。1983年12月底从上海市康平路搬家到原籍北京市定居，中办老干部局调整了她的级别，按照党和国家领导人遗属的规格给予相应政治和医疗待遇。
  - 长女柯六六，在中直机关工作。《红星照耀的家庭:共和国开创者家事追忆》文集中有她的《爸爸柯庆施的身影》 一文。
  - 次女柯五四，考入北大，一直在北京。
  - 儿子柯友京，一直在上海。妻子是叶剑英元帅孙女，邹家华副总理女儿。
  - 三女柯友宁，考入北大，一直在北京。